# Krissy Scurfield
Krissy Scurfield (15 de junho de 2003) é uma jogadora de rugby sevens canadense.

## Carreira
Estudante da Universidade de Victoria, Scurfield foi a única mulher canadense nomeada para o Dream Team da World Rugby Series em 2022 e foi a maior artilheira do canadense, apesar de ter participado apenas de metade dos jogos. Ela foi selecionada para jogar pelo Canadá nos Jogos da Commonwealth de 2022 no rugby sevens.
Scurfield competiu pelo Canadá na Copa do Mundo de Rúgbi Sevens de 2022 na Cidade do Cabo. Eles ficaram em sexto lugar geral depois de perder para Fiji na final do quinto lugar.
Ela foi escolhida para as Olimpíadas de Verão de 2024 em Paris, França. A equipe ganhou uma medalha de prata, vindo de 0-12 atrás para derrotar a Austrália por 21-12 nas semifinais, antes de perder a final para a Nova Zelândia.